# Palača Oranžerija
Palača Oranžerija (nemško Orangerieschloss) je palača v parku Sanssouci v Potsdamu v Nemčiji. Znana je tudi kot Nova oranžerija na Klausbergu ali samo Oranžerija. Zgrajena je bila po naročilu 'Romantika na prestolu', kralja Friderika Viljema IV. od 1851 do 1864.

## Ozadje
Gradnja Oranžerije se je začela z načrtom za glavno ulico ali ulico zmagoslavja. Začeti naj bi bili pri slavoloku zmage, vzhodno od parka Sanssouci, in končani pri Belvederu na Klausbergu. Višinsko razliko naj bi izravnali z viadukti.
Glede na severno stran Galerije slik in Nove dvorane iz časa Friderika Velikega je Friderik Viljem IV. skiciral več novih stavb, ki bodo krasile njegovo dva kilometra dolgo Via Triumphalis.
Zaradi političnih nemirov tistega obdobja (marčna revolucija) in pomanjkanja sredstev se velikanski projekt ni nikoli uresničil. Uresničeni sta bili le palača Oranžerija in Triumftor.

### Palača
Gradnja palače Oranžerija se je začela po načrtih arhitektov Friedricha Augusta Stülerja, Friedricha Ludwiga Persiusa in Ludwiga Ferdinanda Hesseja.
Stavba s 300 metrov dolgim pročeljem je bila zgrajena v slogu italijanske renesanse, po podobi Vile Medičejcev v Rimu in Uffizija v Firencah.
Srednja stavba s svojima stolpoma dvojčkoma je dejanska palača. Ta stavba je povezana s 103 metre dolgo in 16 metrov široko rastlinsko dvorano, ki ima skoraj od stropa do tal okna na južni strani. V zahodni dvorani je še vedno prisoten in delujoč originalni sistem talnega ogrevanja. V nišah ob vrtni strani grajskega prizidka so alegorične figure mesecev in letnih časov. V vogalni stavbi na koncu oranžerijske dvorane so bili kraljevi apartmaji in prostori za služabnike.
Pred peristilom je dala Elizabeta, žena Friderika Viljema IV., po njegovi smrti leta 1861 postaviti kip kralja v spomin.

## Notranjost oranžerije
Za portikom je v srednji stavbi več kot dve nadstropji visoka Raffaelova dvorana. Temeljila je na Sala Regia v Apostolska palača v Vatikanu. Preko velikega strešnega okna v visokem oblačnem stropu pada svetloba v muzejsko dvorano. Na stenah, prekritih z rdečo svilo, visi več kot petdeset kopij renesančnih slik in fresk. Friderik Viljem IV. je dela podedoval od svojega očeta, pruskega kralja Friderika Viljema III., in jih tukaj sestavil.
Kraljevi apartmaji so bili opremljeni v rokokojskem slogu, povezani z obema stranema Raffaelove dvorane. Namenjene so bile kot sobe za goste carja Nikolaja I. in njegove žene Aleksandre Fjodorovne. Carica je bila najljubša sestra Friderika Viljema IV., Charlotte, ki se je ob poroki odrekla svojemu imenu skupaj z domovino.
Med letoma 1949 in 2010 so bili v vzhodnem traktu palače tudi prostori glavnega državnega arhiva Brandenburga.

## Gradnja vrta
Vrtove je po italijanskem renesančnem slogu oblikoval vrtni arhitekt Peter Joseph Lenné. Na zahodu pod prizidkom je v letih 1843–44 zasnoval Rajski vrt. Vsebuje veliko eksotičnih cvetov in listnatih rastlin. Atrij, majhna stavba sredi kompleksa, zasnovana v antičnem slogu, je bila zgrajena po načrtih Ludwiga Persiusa leta 1845. Sedanji botanični vrt s sistematično urejenimi zasaditvami Univerza v Potsdamu uporablja kot učni vrt.
Na vzhodu ležijo nordijski in sicilski vrtovi. Te popolnoma drugačne vrtne dele je postavil Lenné med letoma 1857 in 1860. Temni, učinkovit norveški vrt z borovci naj bi bil del načrtovane ulice zmage.
Sicilski vrt s palmovimi kadmi, mirtami, lovorjem, rožami, arkadami in fontanami poteka proti jugu.

## Svetovna dediščina
Od leta 1990 je Oranžerija del Unescove svetovne dediščine Palače in parki v Potsdamu in Berlinu. Palačo upravlja Stiftung Preußische Schlösser und Gärten Berlin-Brandenburg.

## Druga litareratura
- Paul Sigel, Silke Dähmlow, Frank Seehausen und Lucas Elmenhorst, Architekturführer Potsdam - Architectural Guide, Dietrich Reimer Verlag, Berlin 2006, ISBN 3-496-01325-7.
- Gert Streidt, Klaus Frahm: Potsdam. Die Schlösser und Gärten der Hohenzollern. Könemann Verlagsgesellschaft mbH, Köln 1996, ISBN 3-89508-238-4
- Waltraud Volk: Potsdam. Historische Straßen und Plätze heute. 2nd edition, 1993. Verlag für Bauwesen Berlin-München 1993, ISBN 3-345-00488-7